# Шайд Фотбал
„Шайд Фотбал“ (на норвежки: Skeid Fotball, кратка форма Шайд) е норвежки футболен клуб в столицата Осло.
От 2010 г. се състезава се в третото ниво на норвежкия футбол Втора дивизия/група 2. Играе мачовете си на стадион Бислет.

## Успехи
- Шампион на Норвегия през 1966 г.
- Носител на купата на Норвегия през 1947, 1954, 1955, 1956, 1958, 1963, 1965 и 1974 г.
- Финалист за купата на Норвегия през 1939, 1940 и 1949 г.

## Европейски турнири
Участвал е в турнирите за Шампионската лига и купата на УЕФА.

## Известни играчи
- Мохамед Абделауи
- Даниел Бротен